# Leon Rupnik

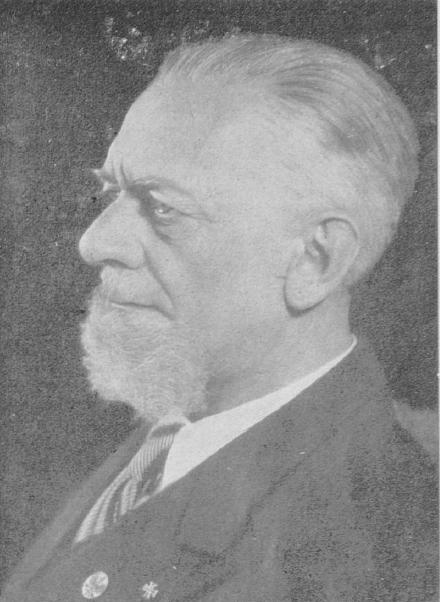
Fotografiado hacia 1944

Leon Rupnik (Lokve, Condado de Gorizia y Gradisca, Imperio Austrohúngaro; 10 de agosto de 1880 - Liubliana, República Socialista de Eslovenia; 4 de septiembre de 1946) fue un político y militar yugoslavo de origen esloveno, colaboracionista con las fuerzas italianas y alemanas durante la Segunda Guerra Mundial.

## Biografía
Nacido en 1880, fue oficial en el ejército austrohúngaro. Ascendió a general en el ejército yugoslavo en el período de entreguerras. Tras la desintegración y ocupación por parte de las fuerzas del Eje del reino de Yugoslavia durante la Segunda Guerra Mundial (Operación 25), se trasladó al territorio esloveno ocupado por el Tercer Reich buscando prosperar, pero perjudicado al no disponer de ciudadanía alemana, y habiendo escuchado de las mejores condiciones que ofrecerían los fascistas en la provincia de Liubliana, se acabó trasladando a Liubliana en mayo de 1941. Durante el período de ocupación italiana desempeñó el cargo de alcalde de Liubliana entre junio de 1942 y septiembre de 1943. Su autonomía en el cargo fue limitada.
Con la capitulación italiana en el conflicto y subsiguiente ocupación del territorio por parte del Tercer Reich, Rupnik asumió la administración del régimen organizado por los alemanes en la provincia, (Pokrajinska uprava) en la segunda quincena de septiembre de 1943. Con una autonomía igualmente limitada —una mera herramienta de las fuerzas de ocupación alemanas— fue el principal arquitecto de la milicia domobranci que combatió a los partisanos yugoslavos, vertebrando las diferentes milicias anticomunistas preexistentes, ya activa el 23 de septiembre.
En 1944 sería designado formalmente en la posición ceremonial de inspector general de la milicia anticomunista-partisana. Sin embargo, y a pesar del cargo de inspector general, no llegó a tener control real sobre la actividad de la milicia, montada en colaboración con Erwin Rösener. La retórica de sus escritos y discursos durante la ocupación alemana estuvo impregnada de antisemitismo, situando a los judíos como patrocinadores del comunismo. En los últimos estertores de la Segunda Guerra Mundial abandonó Liubliana el 5 de mayo de 1945, huyendo a Austria.
Las tropas británicas, ante quienes los que habían huido a la Carintia austríaca se habían rendido en mayo de 1945, devolvieron a Rupnik al ejército yugoslavo; una vez conducido de vuelta a Liubliana, fue sometido a juicio, condenado a muerte y ejecutado en septiembre de 1946.